# Episodi de Le avventure di Black Stallion (terza stagione)
La terza stagione della serie televisiva Le avventure di Black Stallion è stata trasmessa in anteprima in Canada dalla YTV tra il 4 ottobre 1992 e il 16 maggio 1993.
| nº | Titolo originale          | Titolo italiano | Prima TV Canada  | Prima TV Italia |
| -- | ------------------------- | --------------- | ---------------- | --------------- |
| 1  | Out of Sight, Out of Mind |                 | 4 ottobre 1992   |                 |
| 2  | The Race of Time          |                 | 11 ottobre 1992  |                 |
| 3  | The Knight's Contract     |                 | 18 ottobre 1992  |                 |
| 4  | Bedside Manner            |                 | 25 ottobre 1992  |                 |
| 5  | Breakin' Loose            |                 | 1º novembre 1992 |                 |
| 6  | Seeing Double             |                 | 8 novembre 1992  |                 |
| 7  | Back on Track             |                 | 29 novembre 1992 |                 |
| 8  | Winning Spirit            |                 | 6 dicembre 1992  |                 |
| 9  | Nightmare                 |                 | 13 dicembre 1992 |                 |
| 10 | Wild Oats                 |                 | 3 gennaio 1993   |                 |
| 11 | Driving Mr. Dailey        |                 | 10 gennaio 1993  |                 |
| 12 | Local Hero                |                 | 17 gennaio 1993  |                 |
| 13 | Measure of a Man          |                 | 7 febbraio 1993  |                 |
| 14 | At the Gate               |                 | 14 febbraio 1993 |                 |
| 15 | Criss Cross               |                 | 21 febbraio 1993 |                 |
| 16 | Riding the Volcano        |                 | 28 febbraio 1993 |                 |
| 17 | A Gift Horse              |                 | 7 marzo 1993     |                 |
| 18 | Racing in the Streets     |                 | 14 marzo 1993    |                 |
| 19 | Back in America           |                 | 21 marzo 1993    |                 |
| 20 | Pledging Allegiances      |                 | 28 marzo 1993    |                 |
| 21 | Tapu                      |                 | 11 aprile 1993   |                 |
| 22 | A House Divided           |                 | 18 aprile 1993   |                 |
| 23 | A Day at the Beach        |                 | 25 aprile 1993   |                 |
| 24 | Legends Never Die         |                 | 2 maggio 1993    |                 |
| 25 | Glory Days                |                 | 9 maggio 1993    |                 |
| 26 | Under October Skies       |                 | 16 maggio 1993   |                 |